# SEAT León II
El SEAT León es un automóvil de turismo del segmento C producido por el fabricante español SEAT desde el año 2005 hasta 2012.
El prototipo del SEAT León II (modelo 1P / 1P1) fue presentado en el Salón del Automóvil de Ginebra en junio de 2005 con el nombre de Leon Prototype. Este prototipo fue diseñado por Walter da Silva basándose en los diseños mostrados en el prototipo SEAT Salsa, y era muy similar a la posterior generación del León. El concepto del compacto simulaba ser un 3 puertas ya que las traseras venían con las manetas ocultas en las ventanilla, también se estaba preparando bajo proyecto una nueva carrocería en formato Cabriolet pero finalmente esta se suspendió.
El prototipo era de color granate y medía 4343 milímetros de longitud y 1434 mm de alto, y usaba unas llantas de aleación de 19 pulgadas con neumáticos de medida 265/30.
En el interior del León Prototype el habitáculo fue configurado como 2+2 y era bastante espacioso, teniendo en cuenta la reducida altura del vehículo.
El prototipo del León II también incorporaba nuevos conceptos tecnológicos en dispositivos ópticos: tenía unos faros de xenón bifunción adaptativos, cuatro cámaras de vídeo, dos pantallas y un reproductor de DVD (situado bajo el asiento del acompañante). También estaba equipado con cuatro cámaras que ofrecían diferentes puntos de vista del automóvil y del entorno por el cual circulaba. Tres cámaras se situaban en el exterior: una en la parte superior del capó, otra en el retrovisor del conductor y la tercera estaba integrada en la tercera luz de freno. La cuarta cámara se situaba en el interior del vehículo, en el módulo de las luces. Todas las imágenes que captaban estas cámaras se veían en el interior a través de dos pantallas.

## Modelo de producción

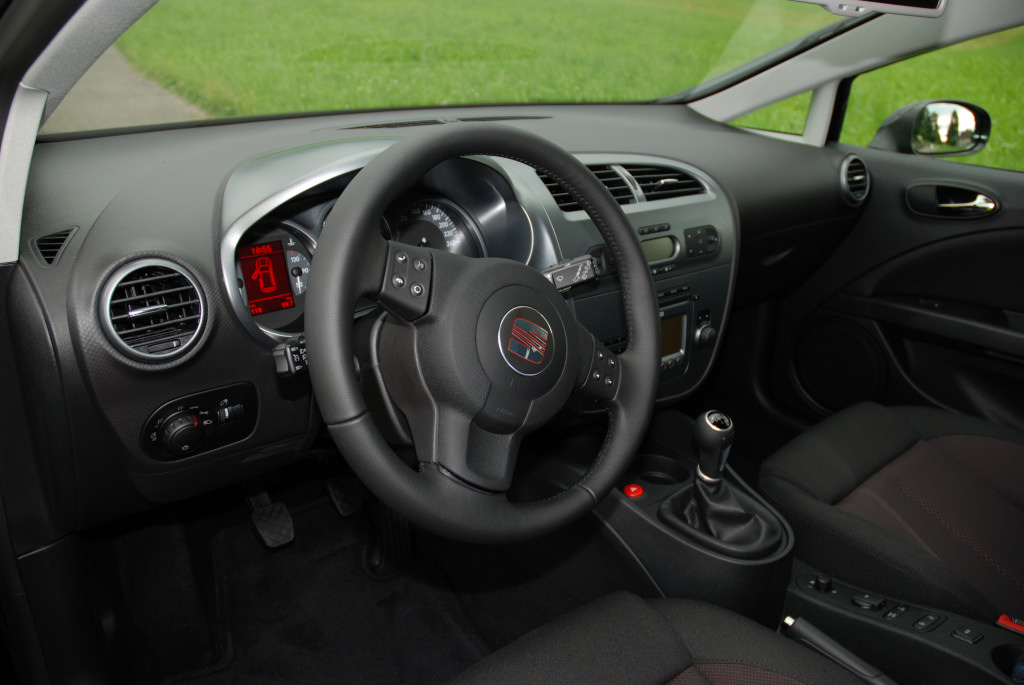
Interior del SEAT León II.

En su fase de lanzamiento llegó con cuatro motores, dos de gasolina (1.6 de 102 CV y 2.0 FSI de 150 CV) y dos diésel (1.9 TDI de 105 CV y 2.0 TDI de 140 CV). Y como gran novedad incorporó el nuevo motor 2.0 TFSI con 185 CV que llegó al mercado español en septiembre. La versión más potente del León estaba acoplada a un cambio manual de seis velocidades y se comercializó en exclusiva en acabado Sport-up. Su alto par desde bajas vueltas le convierten en un compacto de respuesta rápida y eficaz al accionar el pedal del acelerador ayudado por un cambio de marchas cortas y precisas. Es un propulsor muy deportivo con un sonido característico de este tipo de motorizaciones potentes.
En 2008 SEAT hizo una remodelación, todos sus motores fueron de cuatro cilindros en línea. Los gasolina son un 1.4 litros atmosférico de 85 CV o con turbocompresor de 125 CV, un 1.2 litros de 102 CV también con turbocompresor, un 1.8 litros de 160 CV, y un 2.0 litros con turbocompresor de 210, 240 y 265 CV. Solamente el 1.4 litros de 85 CV carece de inyección directa de combustible, y el 1.2 litros de 102 CV tiene dos válvulas por cilindro, contra cuatro en el resto de los motores. Fue a finales de 2007 cuando se incorporaron a la gama de motorizaciones el 1.4 litros TSI de 125 CV y el 1.8 litros TSI de 160 CV.

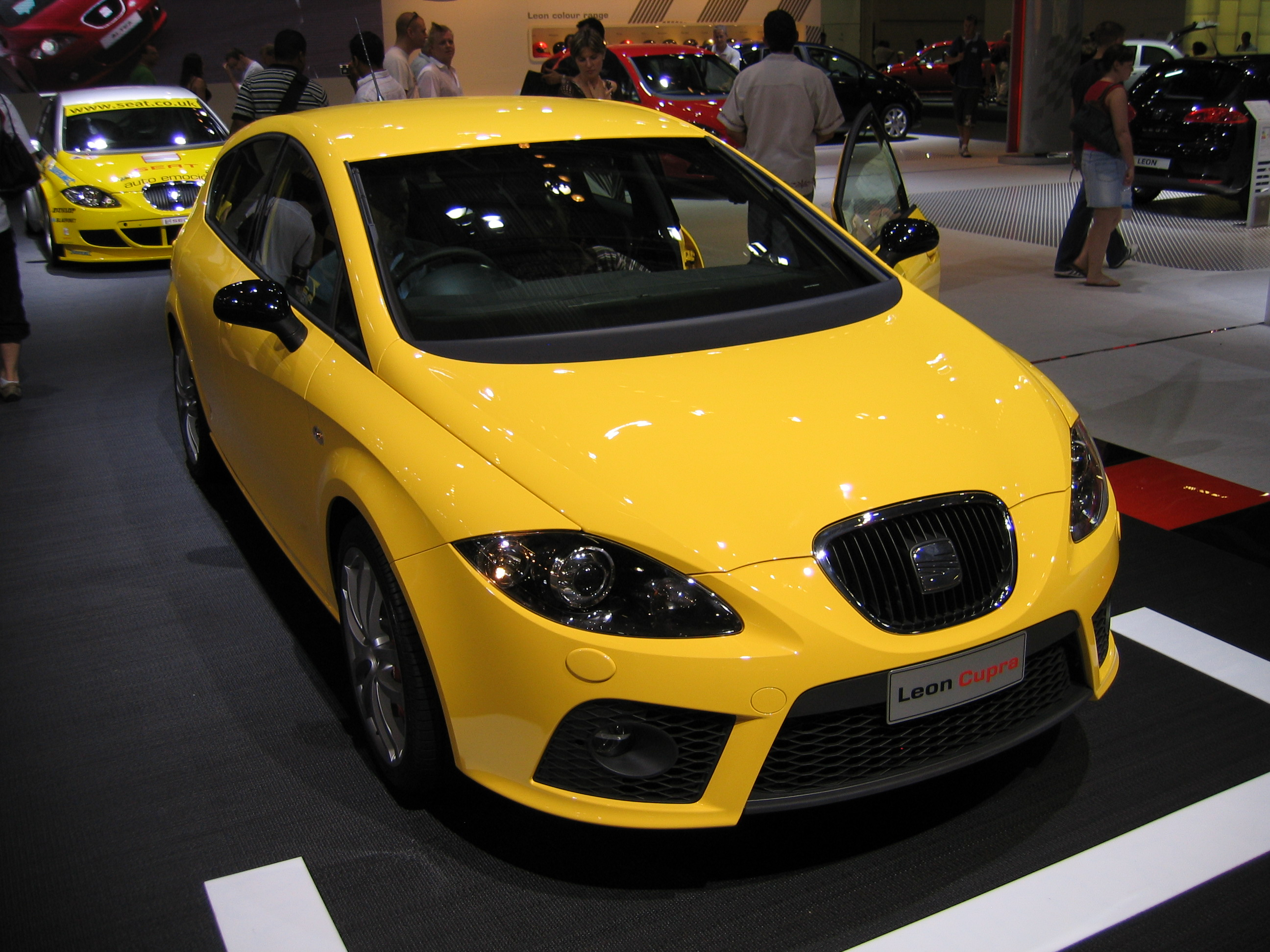
SEAT Leon Cupra antes del rediseño.

Los motores diésel son un 1.6 litros de 90 y 105 CV, un 1.9 litros de 90 y 105 CV y un 2.0 litros con versiones de 136 (luego 140 (103 kW)) y 170 CV, todos ellos con turbocompresor de geometría variable, intercooler, 4 válvulas por cilindro y sistema common-rail, excepto el 1.6 de 90 CV que tiene turbocompresor de geometría fija. 
En 2009 se presentó el SEAT León Cupra R de 265 CV.

## Motorizaciones
En su fase de lanzamiento llegó con cuatro motores, dos de gasolina (1.6 de 102 CV y 2.0 FSI de 150 CV) y dos diésel (1.9 TDI de 105 CV y 2.0 TDI de 140 CV). Y como gran novedad incorporó el nuevo motor 2.0 TFSI con 185 CV que llegó al mercado español en septiembre. La versión más potente del León estaba acoplada a un cambio manual de seis velocidades y se comercializó en exclusiva en acabado Sport-up. Su alto par desde bajas vueltas le convierten en un compacto de respuesta rápida y eficaz al accionar el pedal del acelerador ayudado por un cambio de marchas cortas y precisas. Es un propulsor muy deportivo con un sonido característico de este tipo de motorizaciones potentes.
En 2008 SEAT hizo una remodelación, todos sus motores fueron de cuatro cilindros en línea. Los gasolina son un 1.4 litros atmosférico de 85 CV o con turbocompresor de 125 CV, un 1.2 litros de 102 CV también con turbocompresor, un 1.8 litros de 160 CV, y un 2.0 litros con turbocompresor de 210, 240 y 265 CV. Solamente el 1.4 litros de 85 CV carece de inyección directa de combustible, y el 1.2 litros de 102 CV tiene dos válvulas por cilindro, contra cuatro en el resto de los motores. Fue a finales de 2007 cuando se incorporaron a la gama de motorizaciones el 1.4 litros TSI de 125 CV y el 1.8 litros TSI de 160 CV.
Los motores diésel son un 1.6 litros de 90 y 105 CV, un 1.9 litros de 90 y 105 CV y un 2.0 litros con versiones de 136 (luego 140 (103 kW)) y 170 CV, todos ellos con turbocompresor de geometría variable, intercooler, 4 válvulas por cilindro y sistema common-rail, excepto el 1.6 de 90 CV que tiene turbocompresor de geometría fija.
En 2009 se presentó el SEAT León Cupra R de 265 CV.

## Acabados
La gama León ofrecía cuatro niveles de equipamiento en un principio: Reference, Sport, Stylance, Sport-Up y FR-Line. Después llegaron las versiones deportivas FR, Cupra y Cupra R, con la llegada del restyling desaparece los acabados Sport y el Stylance pasa a llamarse Style y al final de su vida comercial aparece el acabado Emoción que es el equipamiento más básico que ofrece la gama SEAT. 
- Reference

El acabado de acceso a la gama ya cuenta con un equipamiento de serie con lo justo y necesario. Entre otros elementos dispone de ABS y TCS (desconectable), airbags para conductor y acompañante, airbags laterales delanteros y de cortina, llantas de aleación de 16 pulgadas con neumáticos 205/55, control de presión de neumáticos, anclajes Isofix, elevalunas eléctricos delanteros y traseros,los delanteros con funciones 'one touch' y sistema antipinzamiento, retrovisores exteriores eléctricos, calefactados y en color carrocería; cierre centralizado con mando a distancia y llave plegable de tres pulsadores (se suma un tercer botón para abrir solo el portón), aire acondicionado, radio, reproductor de CD con conectores MP3,USB,Ipod y conexión Bluethooh con 6 altavoces, asiento del conductor regulable en altura, respaldo del asiento trasero abatible (1/3-2/3) y ordenador de a bordo.
- Sport

Este acabado ofrece la misma dotación de serie que el Reference añadiendo un carácter y una apariencia más deportiva. Posee suspensión con tarados más firmes, asientos deportivos, acabado interior específico, volante en cuero con mandos para controlar el equipo de audio, pomo del cambio en cuero, llantas de aleación de 17 pulgadas de cinco radios,  y dos altavoces adicionales.
- Stylance o style

Sobre el Reference, estas versiones añaden alarma volumétrica,llantas de aleación de 16 pulgadasy siete radios con neumáticos 205/55, o 17 pulgadas como opcional, faros antiniebla, climatizador de dos zonas,sensor de aparcamiento trasero, retrovisores exteriores con posición párking eléctrica, volante en cuero con mandos para controlar el equipo de audio, pomo de la palanca de cambios de cuero, control de velocidad de crucero, función "Coming Home" y dos altavoces adicionales, entre otras cosas en el Restyling pasó a llamarse style.
- Sport-UP

Este acabado ofrece la misma dotación de serie que el Stylance añadiendo un carácter y una apariencia más deportiva. Posee suspensión con tarados más firmes, asientos deportivos, acabado interior específico, llantas de aleación de 17 pulgadas de cinco radios.
- FR-Line

Este ya era el fase 2 (2009-2012):Respecto al equipamiento Style, este acabado monta llantas de aleación de 17 pulgadas de cinco radios, neumáticos 225/45, suspensión deportiva, asientos deportivos y acabado interior específico.
- FR

Respecto al equipamiento Style equipa. Suspensión FR, doble tubo de escape visto cromado, espejos retrovisores exteriores calefactados, plegables, eléctricamente y con posición párking color plata, LEDs en luces traseras, paragolpes color carrocería específico, con molduras integradas, llanta de Aleación 18" 225/45, rejilla tipo nido de abeja en paragolpes, asientos deportivos conductor y pasajero, volante multifunción en tres radios y pomo de cambio,
ambos en cuero, sistema Coming Home y sensores de aparcamiento en la parte delantera y trasera más cristales oscuros.
- Cupra/Cupra R

Además de los complementos del FR cuenta con suspensión específica para este modelo, doble tubo de escape cromado, espejos retrovisores exteriores negros plegables eléctricamente, calefactados y con posición párking, frenos específicos pintados en rojo, logo específico del acabado en el parachoques delantero y en el portón trasero, llantas de aleación de 19" 235/35 Potenza, asientos deportivos con tapicería específica, tapicería alcántara Plata Cupra, aro externo de los difusores aire laterales de color gris Kibo, pedales embrague, gas y freno en aluminio, volante multifunción en tres radios y pomo de cambio en cuero con el logo Cupra R y parrilla frontal con borde negro.

### Ediciones especiales

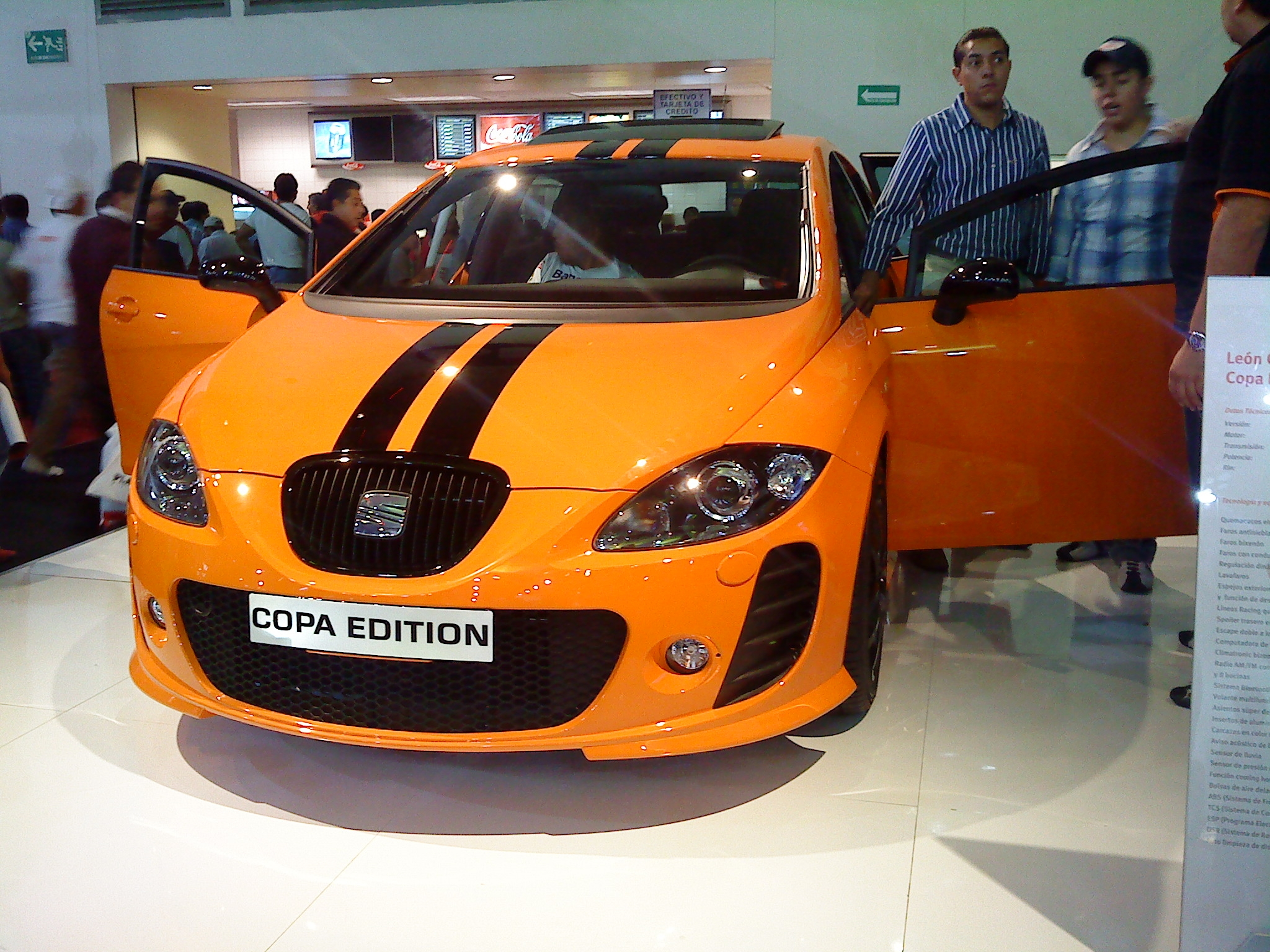
El Copa Edition monta el kit aerodinámico.

## Rediseño
En junio de 2009 se llevó a cabo una pequeña reestilización para modernizar el modelo. Las modificaciones consisten en:
- Puesta a punto del Chasis Ágil de SEAT modificando la dureza de las suspensiones y el grosor de las estabilizadoras. En la práctica supone una suspensión más convencional en los modelos más turísticos.
- En el exterior, ambos parachoques son rediseñados, rejilla y retrovisores también. Actualización del portón y pilotos traseros.
- En el interior el volante es tomado de la nueva gama Ibiza, nuevo cuadro de mandos, posee nuevo diseño de la consola central y tiene los paneles de las puertas y asientos modificados.
- En el apartado electrónico, se sustituye la antigua centralita electrónica (BSG) por un modelo más actualizado (BCM).

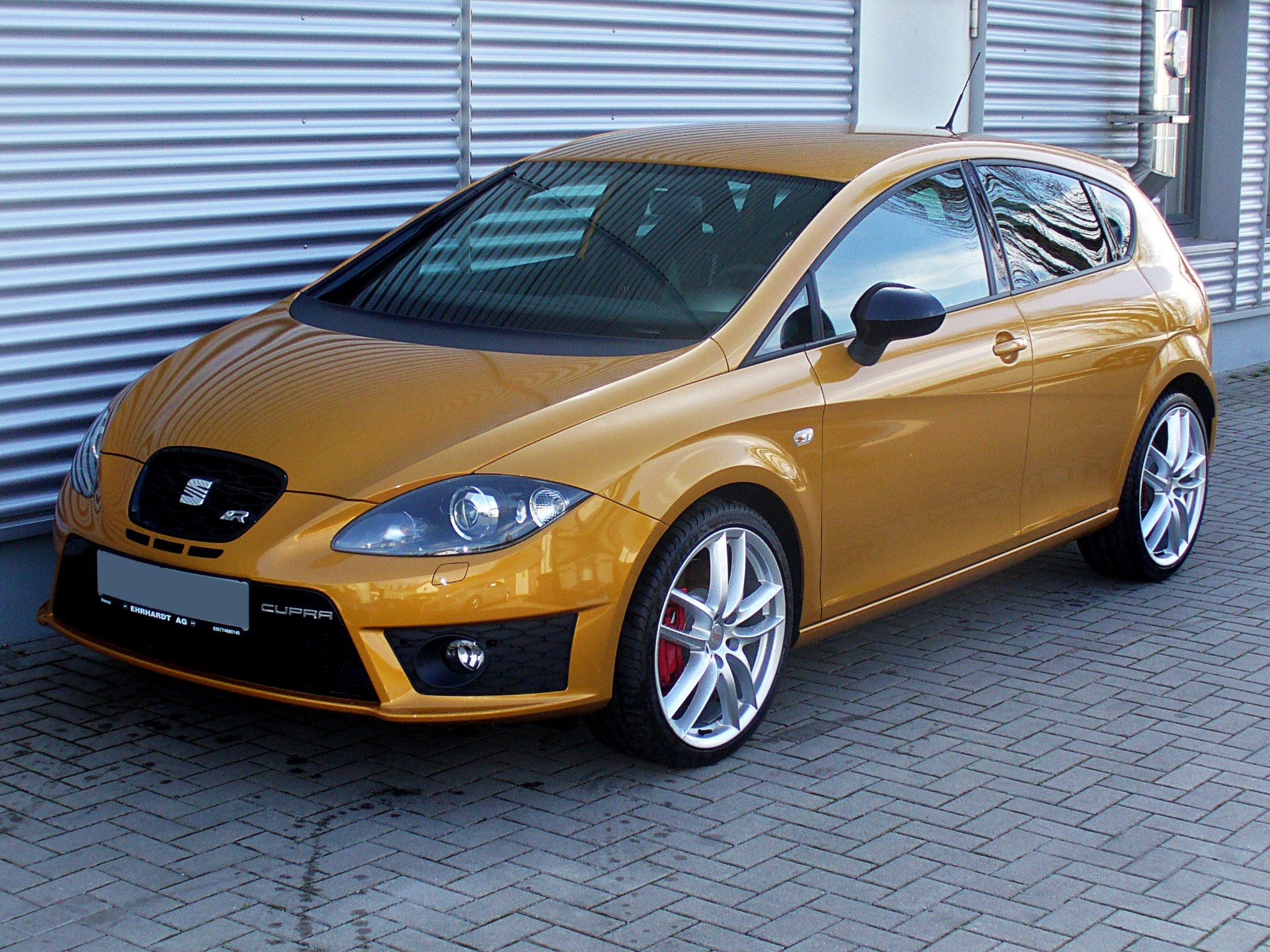
SEAT León Cupra R rediseñado.
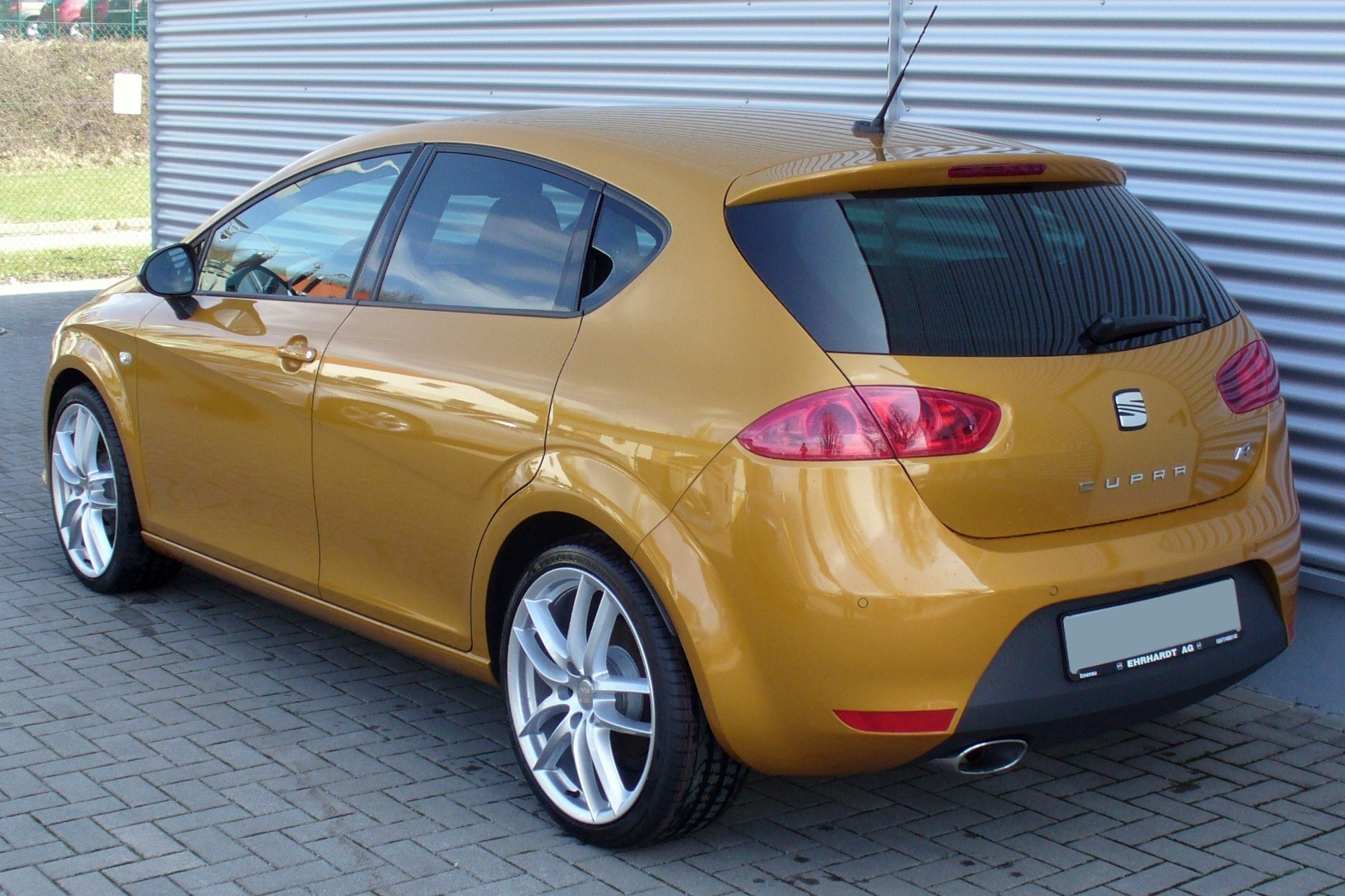
Trasera del SEAT León Cupra R rediseñado.
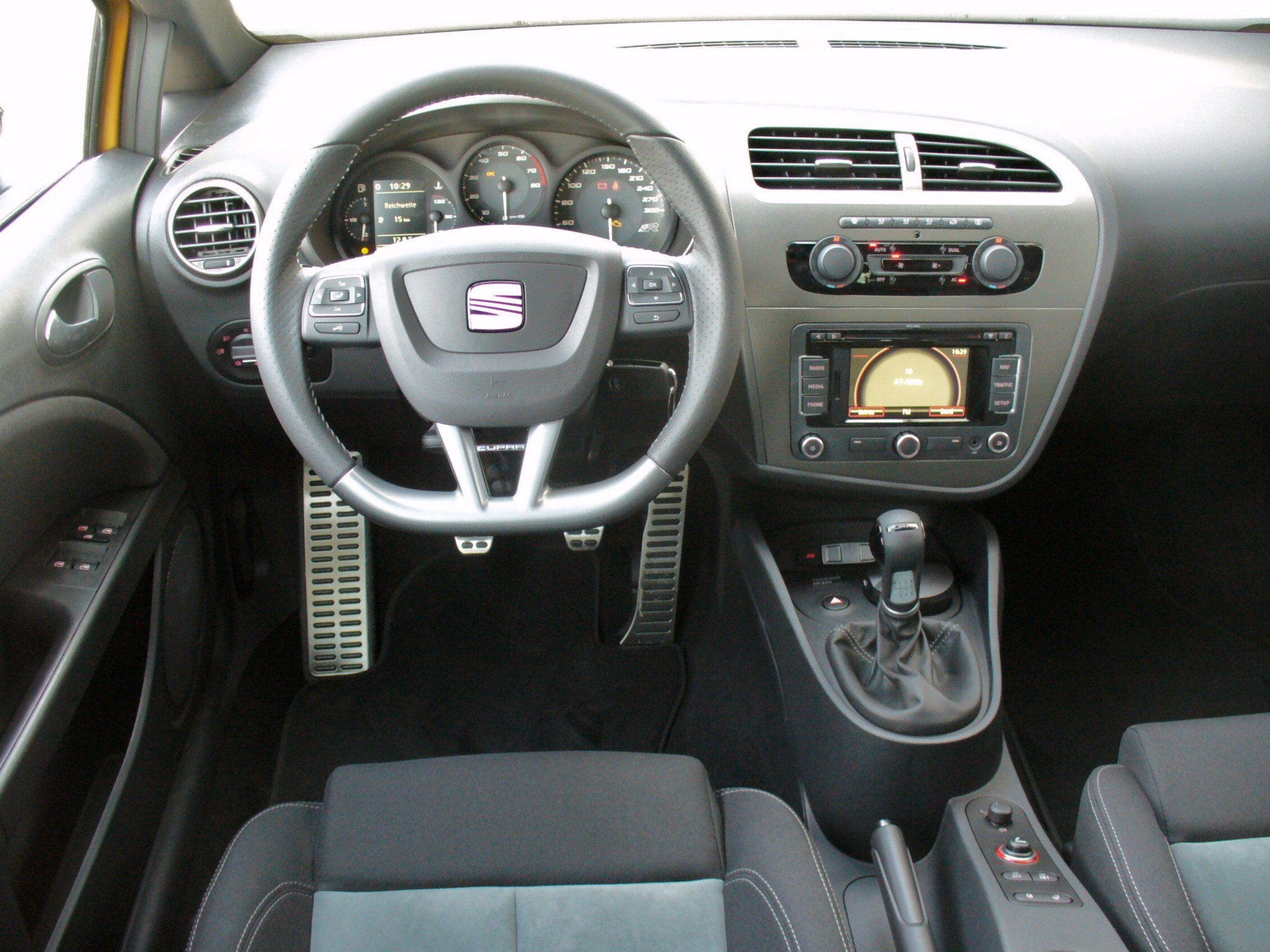
Interior del SEAT León II Cupra R rediseñado.
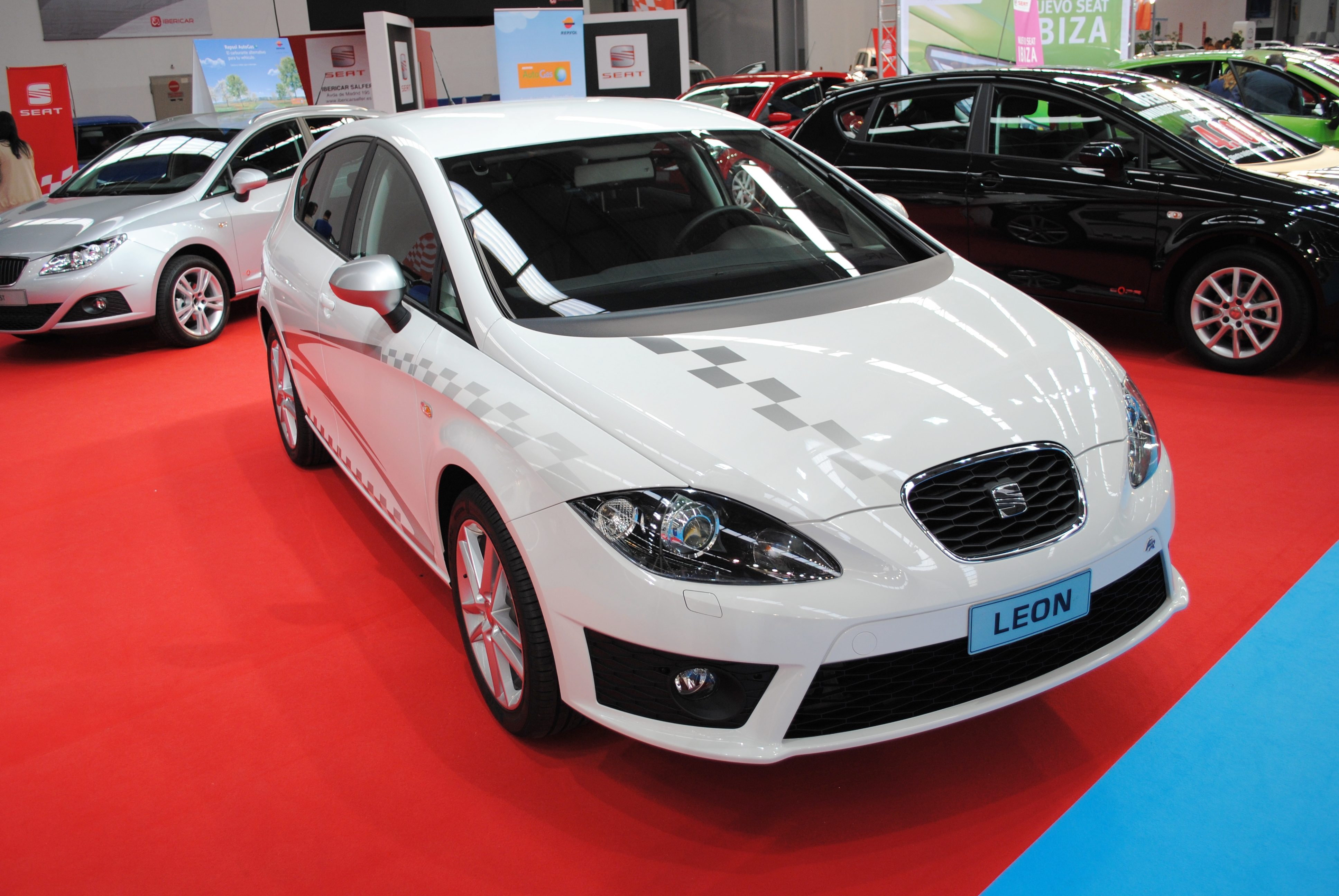
SEAT León FR rediseñado.
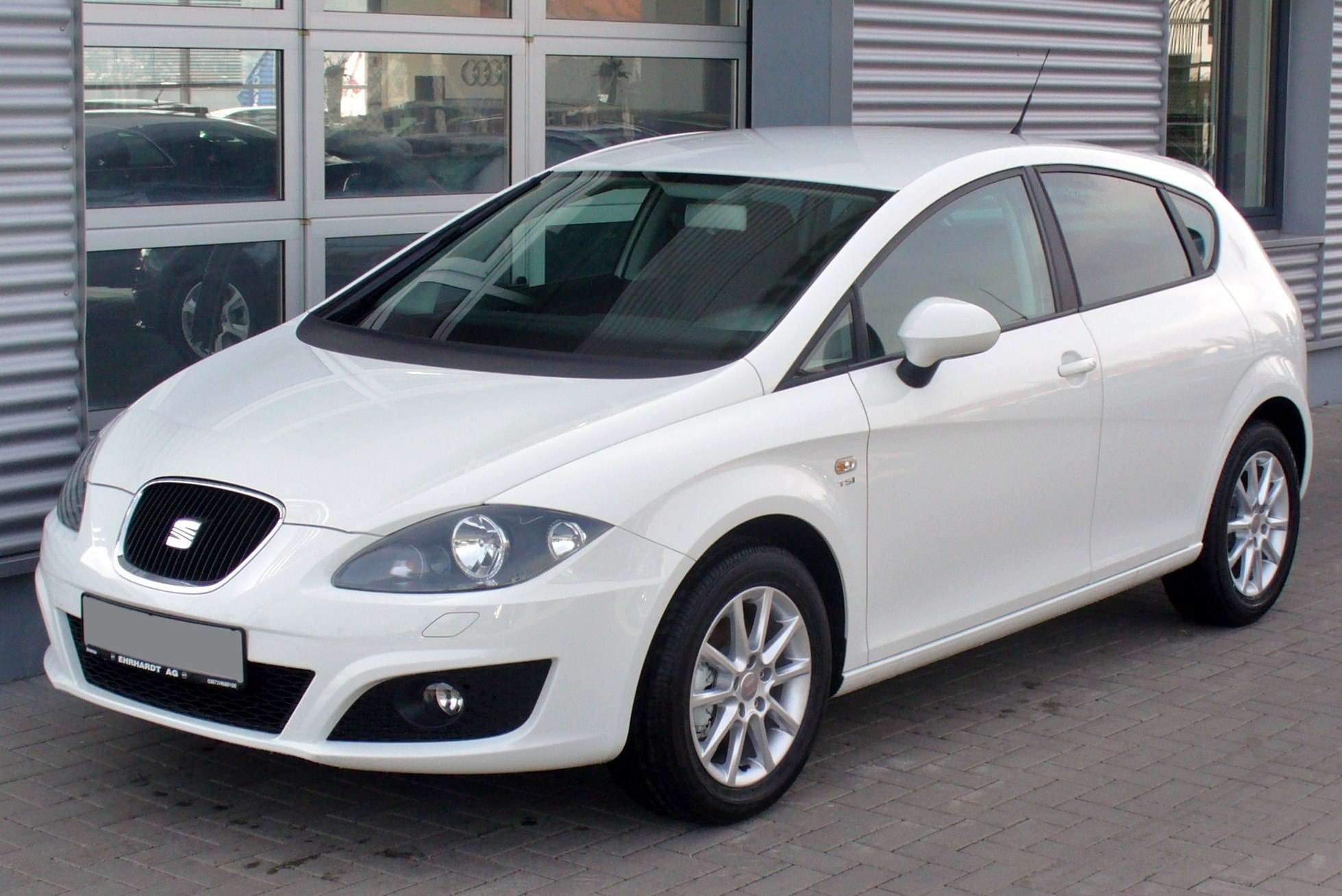
SEAT León II rediseñado.
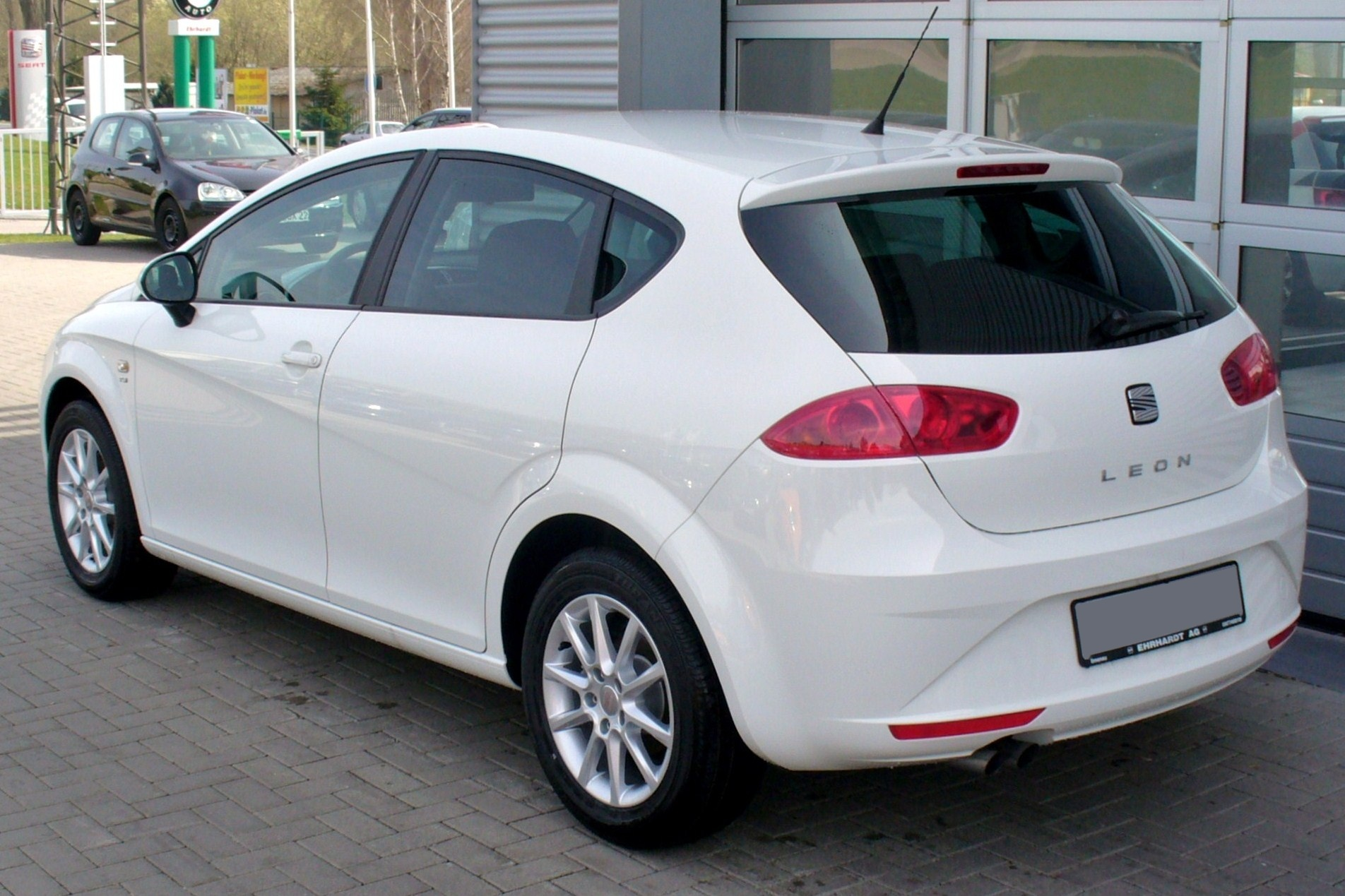
Trasera del SEAT Leon II rediseñado.

## Seguridad
El SEAT León II realizó las pruebas de choque de la Euro NCAP en el año 2005, y consiguió una calificación de 4 estrellas:
| Ocupantes adultos:  | 4/5 estrellas |
| Ocupantes infantil: | 4/5 estrellas |
| Peatones:           | 3/4 estrellas |

## Prototipos

### SEAT León Cupra Pies Descalzos

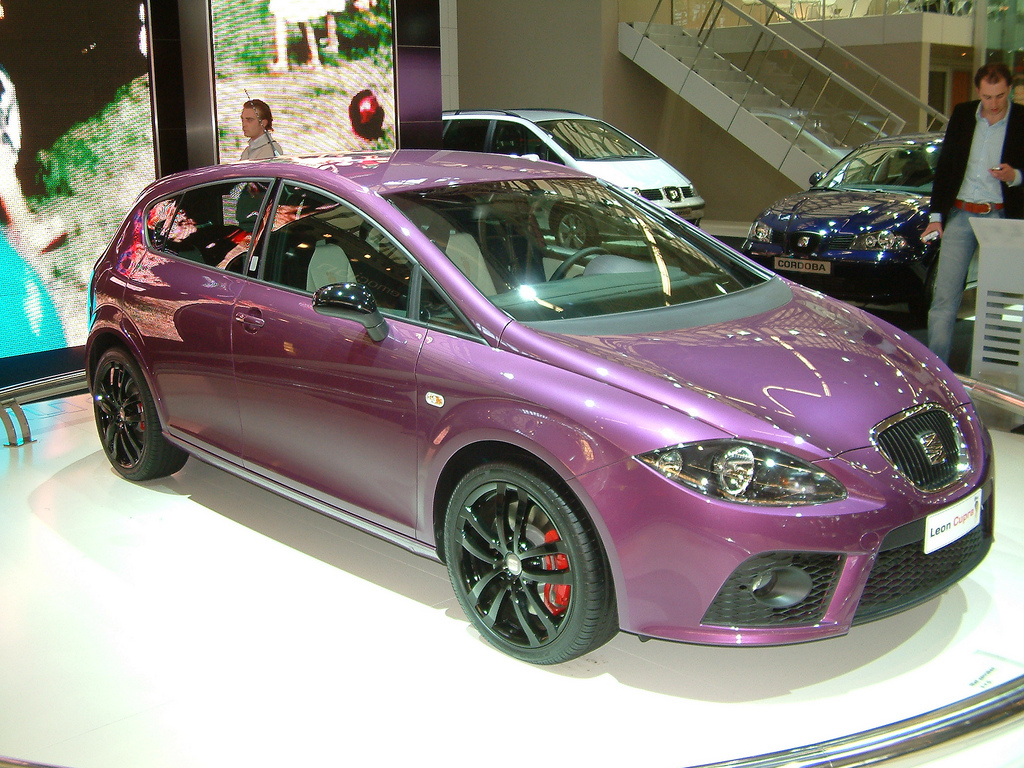
León Cup Pies Descalzos.

El día 26 de enero de 2007 presentaron en Berlín el nuevo León Pies Descalzos, una unidad única creada con fines benéficos.
Este León fue sorteado entre todos aquellos que aportaron dinero a la fundación "Pies Descalzos", creada para ayudar a los niños colombianos más necesitados, que aceptaba donaciones a partir de 1 euro.
Se trata de un SEAT León Cupra 2.0 TFSI de 240 CV. Destaca por el color Lila Metálico, tanto en la carrocería como en algunos elementos del interior, llantas de 18 pulgadas en negro y logotipos especiales -un pie descalzo- tanto en los asientos como en el exterior.

### SEAT León Twin Drive
El SEAT León Twin Drive es un coche de propulsión eléctrica, basado en la segunda generación del SEAT León, que cuenta con caja de cambios modificada, potencia de frenado, sistemas de calefacción y refrigeración. Fue presentado en el Centro Técnico de SEAT en mayo de 2009 frente a funcionarios españoles, así como miembros del comité ejecutivo de Volkswagen, representando un plan - con una previsión de tiempo extendiéndose hasta 2014 - para llevar a cabo la investigación sobre la propulsión híbrida, con el fin de lanzar modelos SEAT con muy bajo consumo y bajos niveles de emisión de CO2, respetuosos con el medio ambiente. Tiene una autonomía de 50 km, alcanza una velocidad máxima de 170 km/h y acelera de 0 a 100 km/h en 10,5 segundos. La autonomía total del León Twin Drive es de 700 km combinando la energía de la batería con la del combustible, y su consumo medio es de 3,4 litros cada 100 km.

## Competición
La Supercopa a creada en la anterior generación partir del año 2006, empezó a utilizarse una variante del León II con más de 300 CV.
En 2005, el León II Super 2000 comenzó a competir de manera oficial en el Campeonato Mundial de Turismos, y más tarde en el Campeonato Británico de Turismos y en el Campeonato Italiano de Superturismos. El León Super 2000 existe tanto con un motor gasolina de 265 CV como con un motor diésel de 285 CV.
En 2008 y 2009 SEAT Sport se proclamó campeón del Campeonato Mundial de Turismos con el SEAT León TDI WTCC.

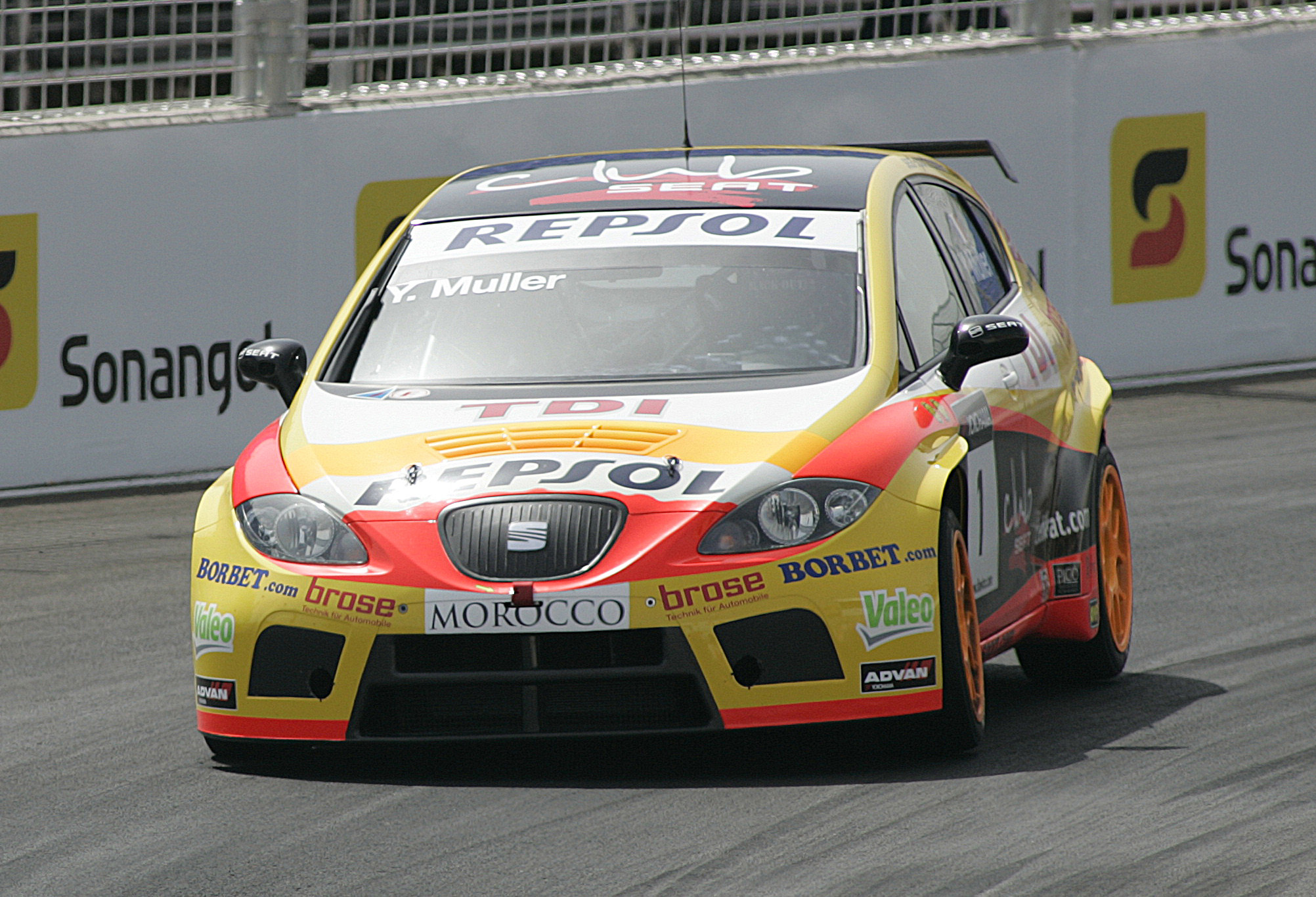
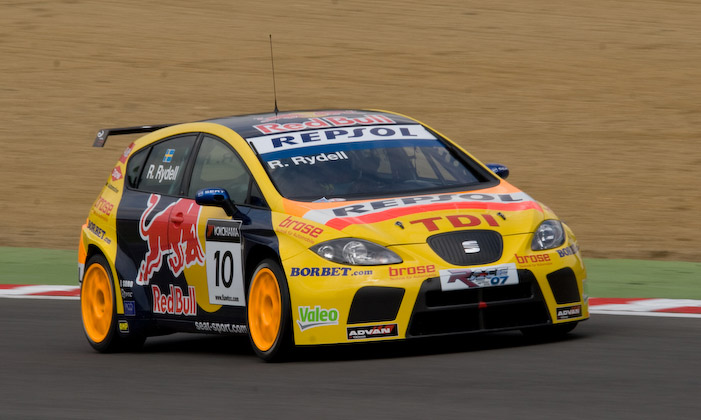
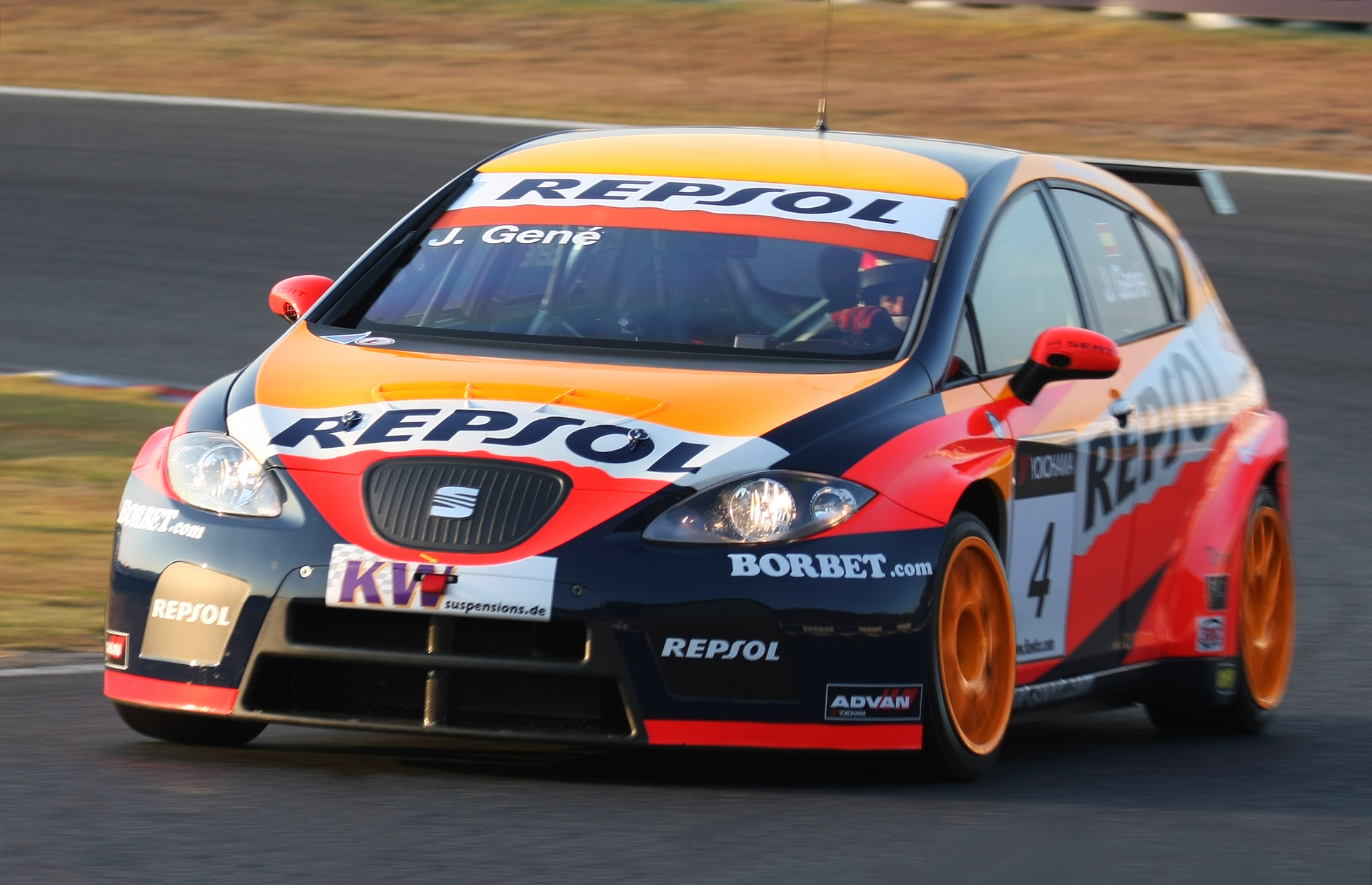

En 2012 se presenta el SEAT León Super Copa, destinado a competir en circuitos y presentaba una decoración específica para el Wörthersee, con una carrocería en color gris mate que contrasta con el color naranja fluorescente de las llantas, los retrovisores y la jaula de seguridad. El SEAT León Super Copa tiene mucho en común con el León que participa en el WTCC (Campeonato del Mundo de Turismos). En el apartado mecánico cuenta con un motor 2.0 TSI que proviene del León Cupra R, pero con la potencia aumentada hasta los 300 CV y los 340 Nm de par máximo.

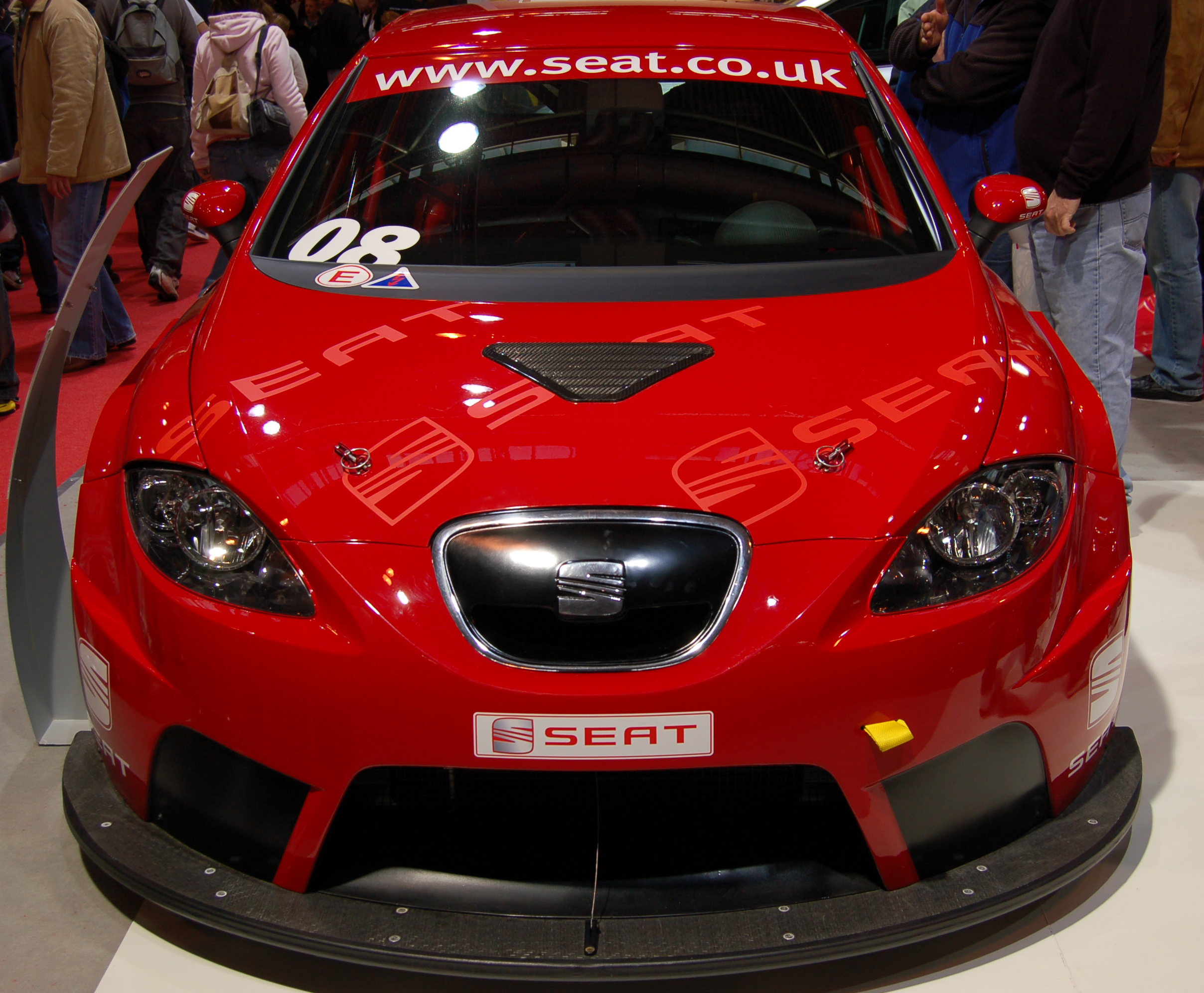
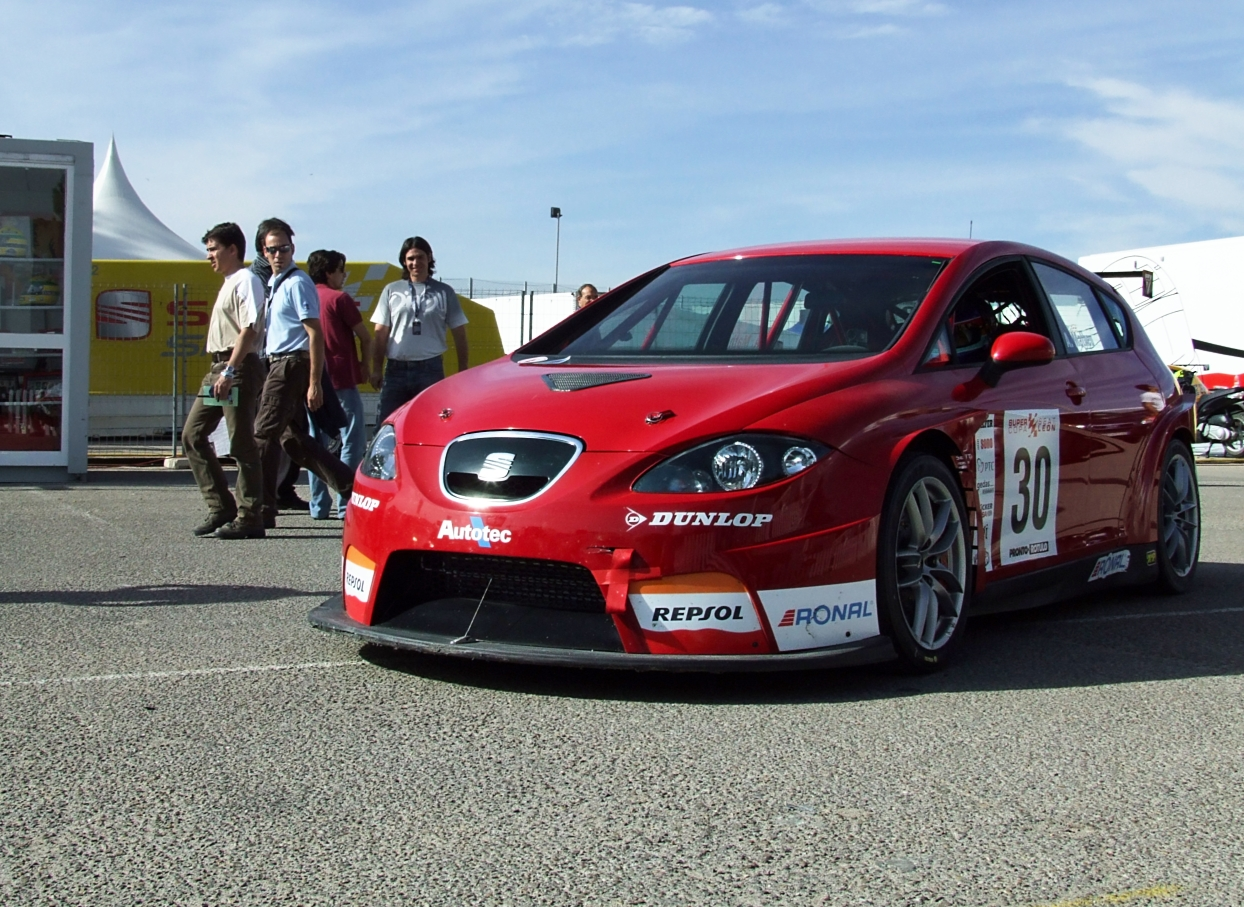